# マサラドーサ

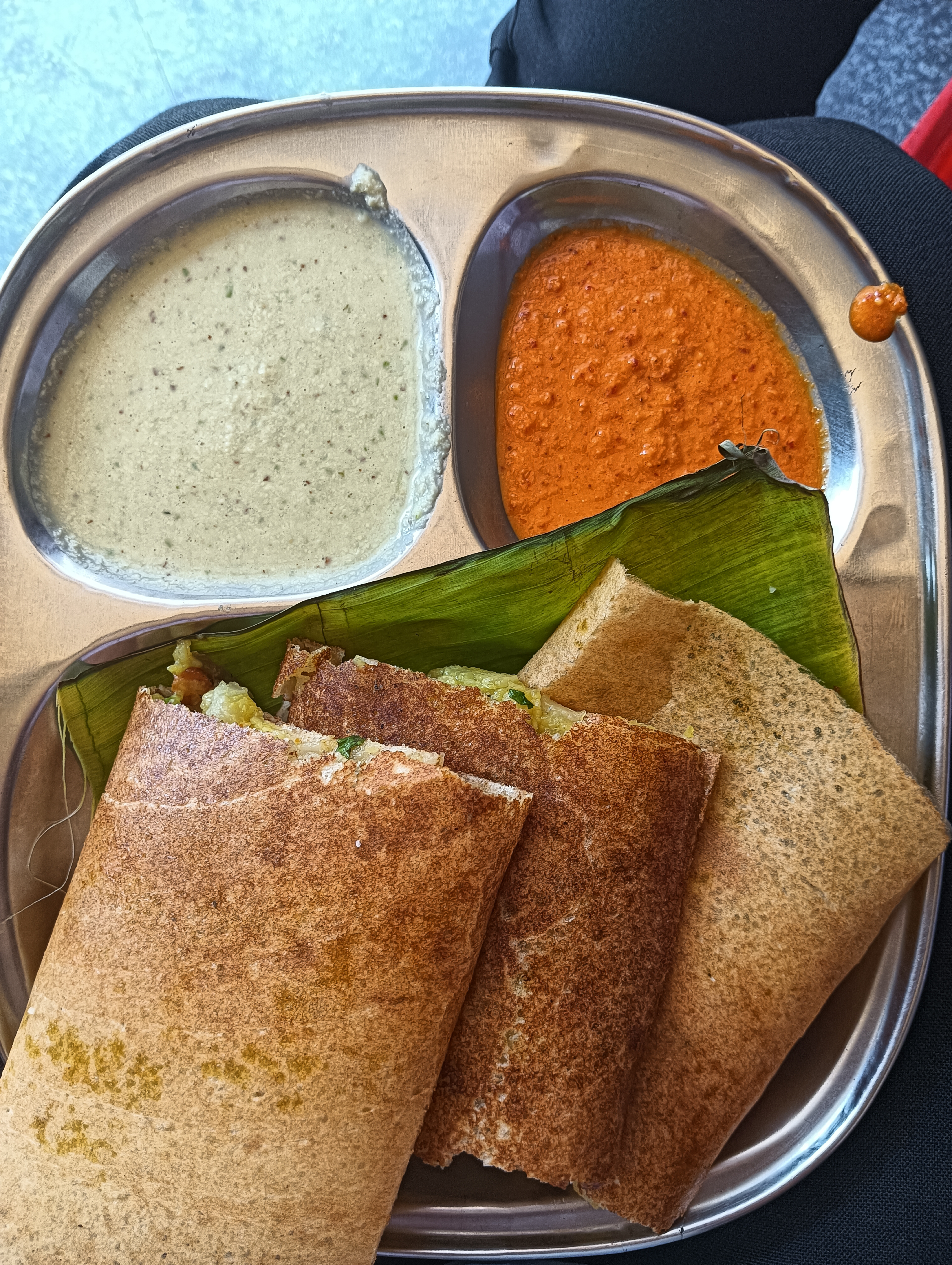

マサラドーサ(Masala dosa)は、カルナータカ州ウドピが発祥の南インド料理である。町ごとに様々なレシピがあるが、湯通ししたコメ、ポハ、またケツルアズキやキマメ、ヒヨコマメ等の様々な豆果を混ぜた発酵バッター液に、フェヌグリークや乾燥赤唐辛子等を加える点は共通している。伝統的に、ジャガイモのカレー、チャツネ、サンバル等とともに提供する。南インドでは一般的な朝食であるが、インドのその他の地域やインド国外でも見られる。薄いバッター液を紙程の厚さにカリカリに焼いたペーパードーサというバリエーションもある。

## 作り方
コメと豆を一晩水に浸し、挽いてバッター液を作り、さらに一晩発酵させる。レードルまたはボウルを用いてバッター液を熱したタヴァの上に広げ、カリカリになるまで焼く。ジャガイモのカレー、チャツネ、サンバルを添えて提供する。

## バリエーション

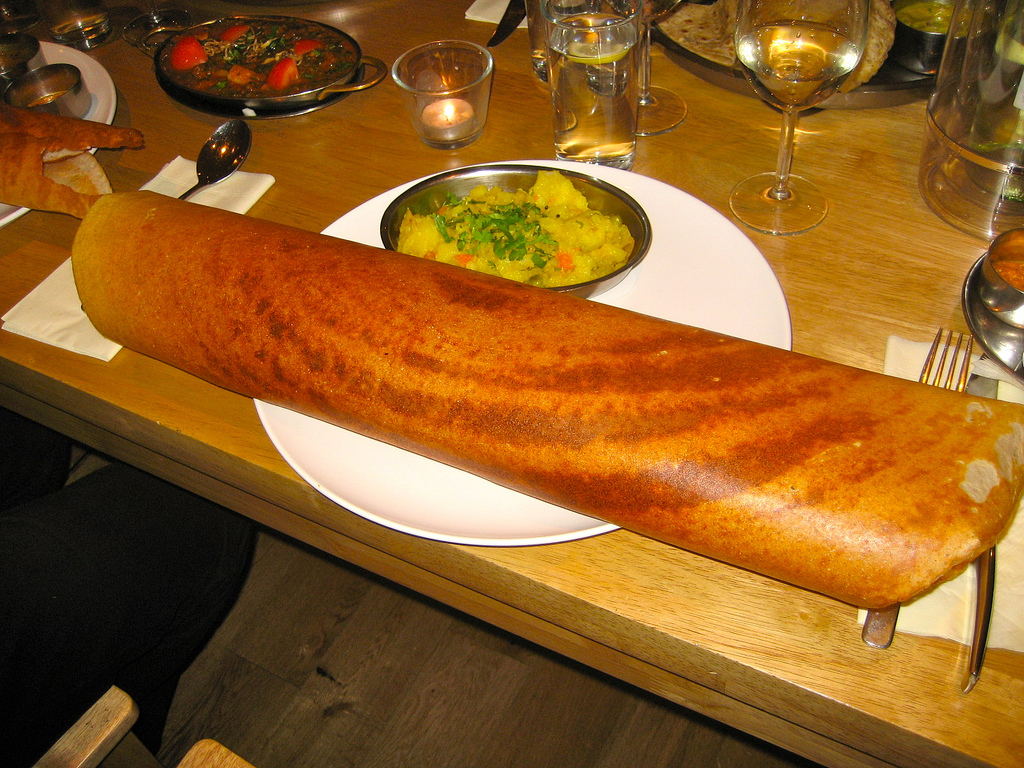
ペーパードーサ
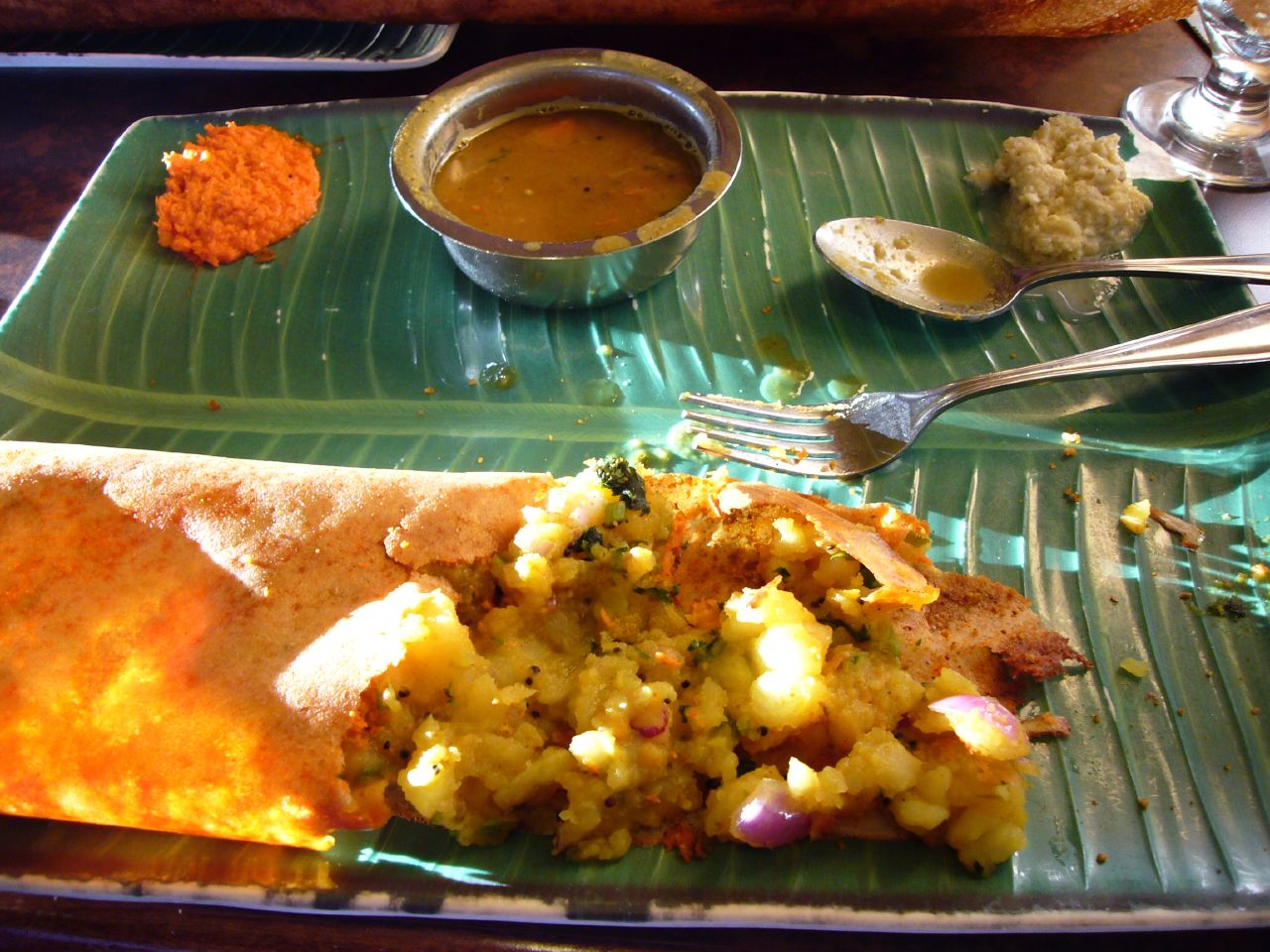
マドラス（チェンナイ）のマサラドーサ
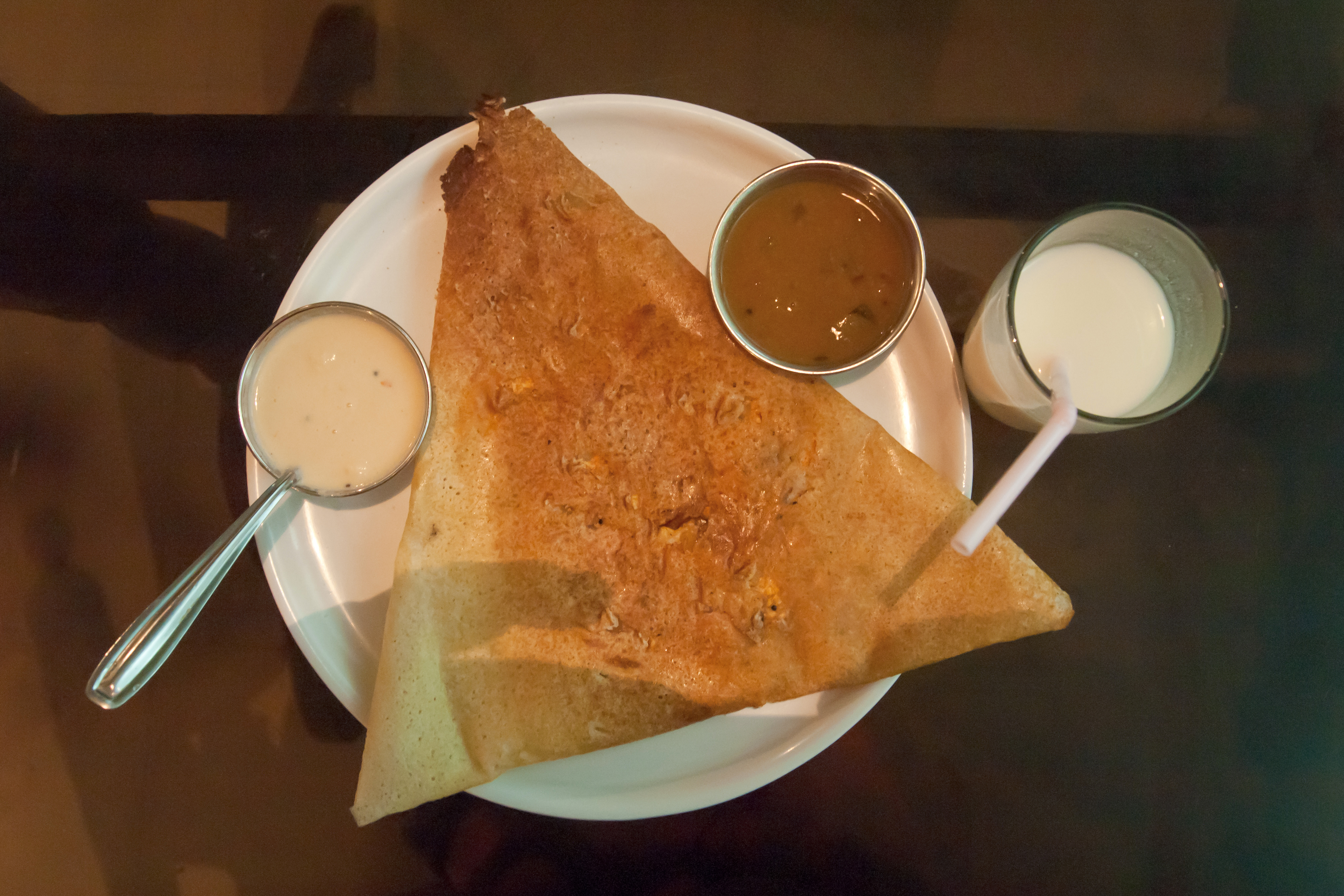
マサラドーサ
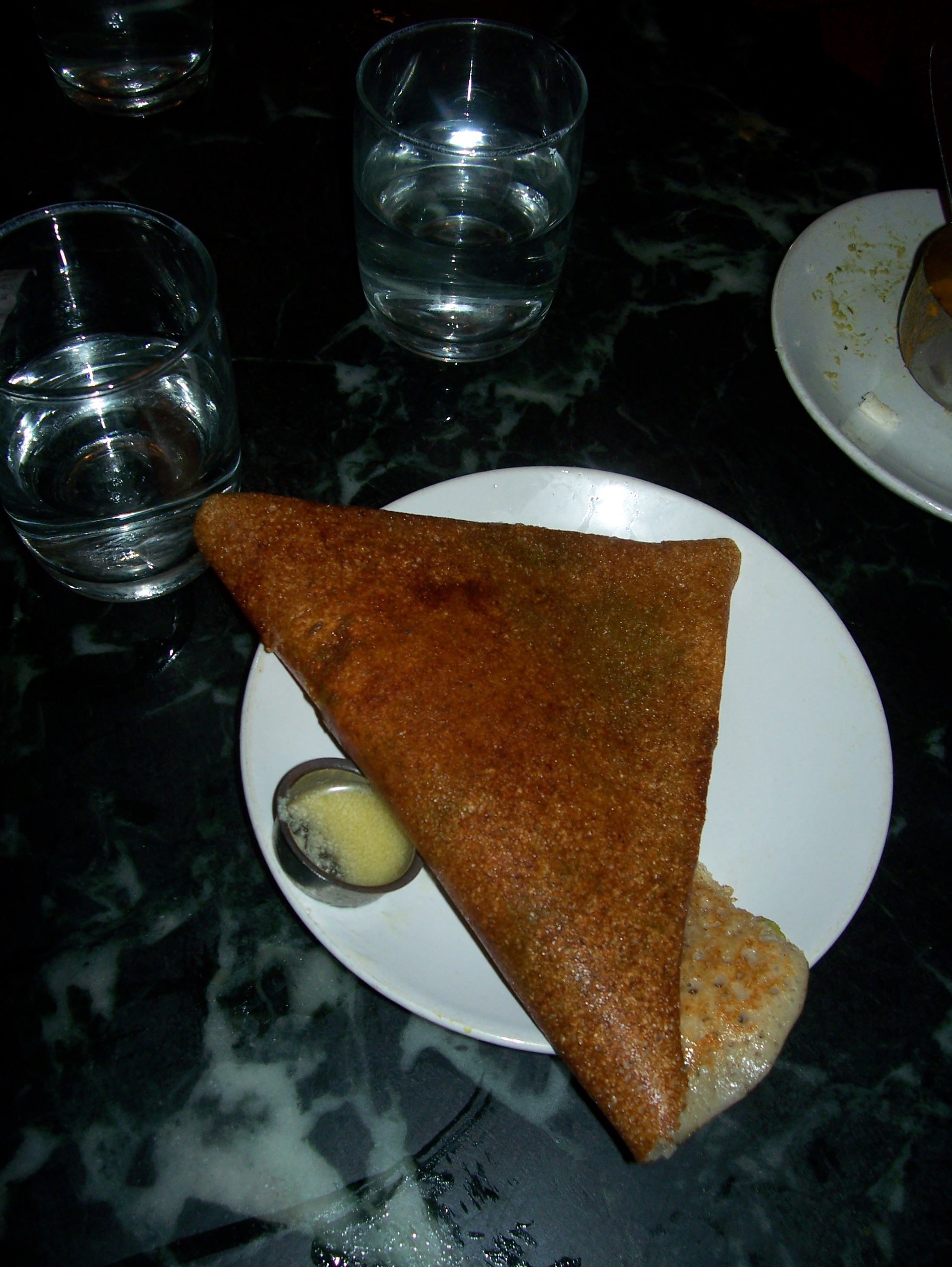
MTR社のマサラドーサ